# Le Morte Darthur

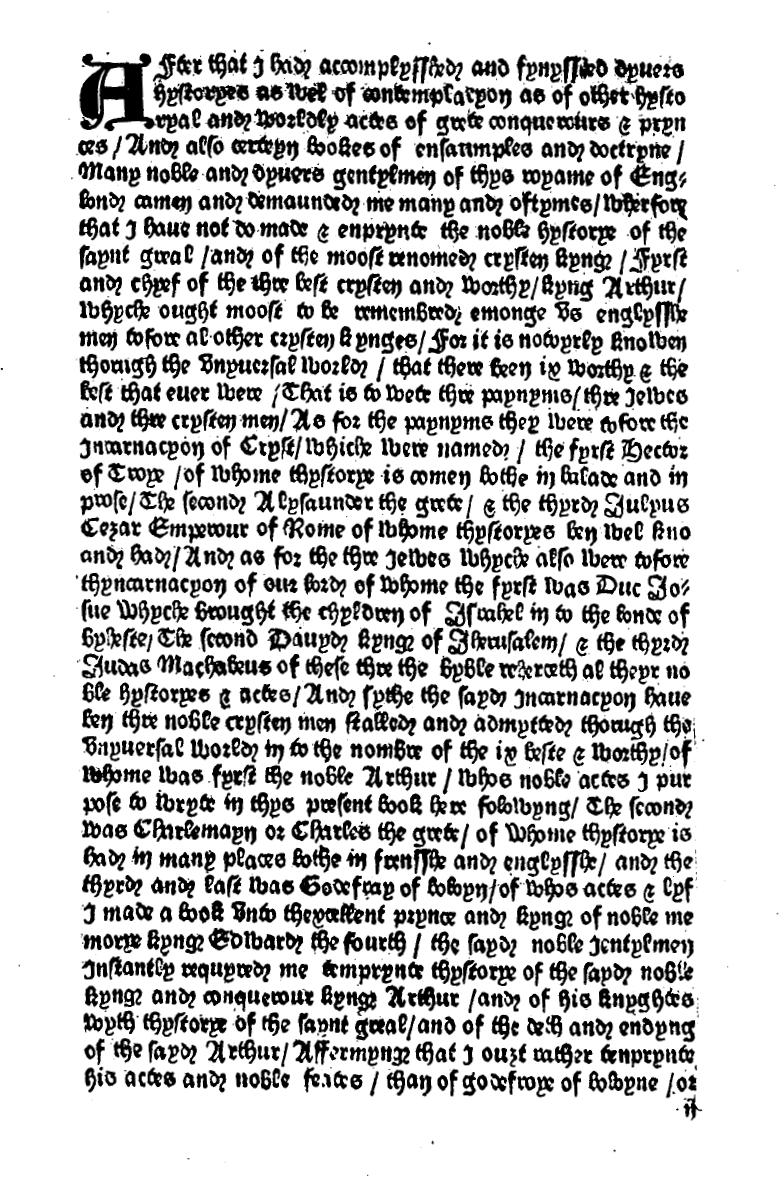
Erste Seite aus William Caxtons Ausgabe von Malorys Le Morte Darthur (London 1485).

Le Morte Darthur (seltener Le Morte d’Arthur, nach Altfranzösisch „La Mort Le Roi Artu“, dt. „König Artus’ Tod“) ist eine Zusammenstellung verschiedener Erzählungen der altfranzösischen und mittelenglischen Artus-Epik, unter Integration eigenen Materials, von Sir Thomas Malory.

## Inhalt

### Buch I
Uther Pendragon, der König über Britannien, lädt den Herzog von Cornwall mit seiner Frau Igraine ein. Dann spürt Uther ein Verlangen zu Igraine, aber als Igraine und Gorlois flüchteten, wurde er wütend. Uther bespricht es mit dem geheimen Rat, die ihn dazu raten, Cornwall und Igraine vor sich zu bringe. Deshalb sandte er einen Boten aus, der ihnen dies berichtete, aber ihre Antwort war, dass sie nicht kommen würden. Uther schickte Cornwall eine Kriegserklärung und dann hatte dieser aber große Angst und schickte seine Frau Igraine zu dem Schloss Tintagel und Cornwall ging in das Schloss Terrabil. Uther belagert Terrabil, auf beiden Seiten wurde viel getötet und gekämpft, aber Uther fiel durch die Liebe und den Zorn zu Igraine in eine Krankheit. Uther schickt Ulfius in die Welt hinaus, um von Merlin, den Zauberer, Hilfe zu seinem Verlangen zu erlangen.
Als Ulfius auf Merlin traf, sagte Ulfius ihm dies und Uther befahl, Merlin vor sich bringen zu lassen. Dann schwört Uther, dass er Merlin bei seiner ersten Nacht bei ihr ist, solle er ihm das Kind geben. Merlin verwandelt Ulfius in die Gestalt von Sir Brastias und Uther in die von Cornwall. Uther reitet in der Gestalt von Cornwall zu Igraine, während Cornwall plant, die Armee Uthers zu töten. Und so wurde er durch seinen eigenen Ausfall getötet, Währenddessen liegt Uther mehr als 3 Stunden bei Igraine und zeugte mit ihr Arthur.
Dann kam Merlin als der Tag anbrach zu Uther und sagte, er solle sich fertigmachen. Nachdem Igraine die Nachricht vom Tod Cornwalls bekommen hatte, war sie verwirrt, denn ihr Gemahl ist davor gestorben bevor Uther in der Gestalt Cornwalls kam.
Die Barone wollten Frieden zwischen Igraine und Uther, deshalb schlug Ulfius vor, Igraine und Uther zu vermählen als Zeichen des Friedens. König Lot von Lothian und Orkney heiratete Margawse, die Gawains Mutter wurde, zugleich mit Uther und Igraine. Und die dritte Schwester, Morgan le Fay, wurde in das Kloster geschickt und weil sie eine große Meisterin der Neukromantie wurde, wurde sie mit König Uriens aus dem Land Gorre vermählt, der Sir Ewains le Blanchemains Vater wurde. Nach 6 Monaten wuchs Igraine im Bett in die Breite und Uther sagte Igraine die Warheit: Er ist in jener Nacht zu ihr gekommen und hat sie im Bett geschwängert. Da war Igraine froh, als sie erfuhr, dass Uther der Vater des Kindes ist. Bald kam Merlin zu Uther und holte das Kind ,Sir Ector taufte es, nannte das Kind Arthur und so stillte die Frau Sir Ectors das Kind. 2 Jahre später wurde Uther Pendragon krank in schwerem Siechtum, während Feinde in Britannien einfielen. Uther kämpfte in der Schlacht, Ulfius und Sir Brastias vollbrachten große Taten und sie kehrten nach London zurück und hielt Freundenfeste. Dann verfiel er wieder in der sehr schwer Krankheit, sodass er 3 Tage und Nächte nichts sprach, während die Barone sich um ihn sorgten. Uther sagte seine letzten Worte:,,Ich gebe ihm Gottes Segen und meinen und bitte ihn, er solle für meine Seele beten und soll nach Recht und Ehre die Krone beanspruchen, damit er meinen Segen nicht verwirke." Dann starb er, wurde bestattet, wie einem echtem König zukommt und darüber klagten die Barone und die schöne Königin Igraine.
Arthur wird als Sohn des Hochkönigs von Britannien (Malorys "England") Uther Pendragon und seiner neuen Frau Igraine geboren und dann vom Zauberer Merlin mitgenommen, um von Arthurs Onkel Ector heimlich in dem Land gepflegt zu werden, das nach dem Tod von Uther in Aufruhr ist. Jahre später wird der inzwischen jugendliche Arthur plötzlich zum Herrscher des führerlosen Britanniens, als er in dem von Merlin angezettelten Wettstreit das schicksalhafte Schwert aus dem Stein entfernt, was sein Geburtsrecht beweist, von dem er selbst nichts wusste. Der frisch gekrönte König Artus und seine Gefolgsleute, darunter König Ban und König Bors, kämpfen gegen Rivalen und Rebellen und gewinnen den Krieg schließlich in der großen Schlacht von Bedegraine. Arthur setzt sich aufgrund seiner militärischen Fähigkeiten und des prophetischen und magischen Rates von Merlin (der später eliminiert und durch die Zauberin Nimue ersetzt wurde) durch, was auch durch das Schwert Excalibur unterstützt wird, das Arthur von einer Dame des Sees erhalten hat. Mit Hilfe versöhnter Rebellen schlägt Arthur in der Schlacht von Clarence auch eine fremde Invasion nieder. Nachdem sein Thron sicher ist, heiratet Arthur die ebenfalls junge Prinzessin Guinevere und erbt die Tafelrunde von ihrem Vater, König Leodegrance. Dann versammelt er seine obersten Ritter, darunter einige seiner ehemaligen Feinde, die sich ihm angeschlossen haben, in seiner Hauptstadt Camelot und gründet die Gemeinschaft der Tafelrunde, da alle den Pfingsteid als Leitfaden für ritterliches Verhalten schwören.
Die Erzählung von Malorys erstem Buch basiert hauptsächlich auf der Prosa Merlin in ihrer Version aus der Post-Vulgata Suite du Merlin (genauer gesagt möglicherweise auf dem Manuskript Cambridge University Library, Additional 7071). Es enthält auch die Geschichte von Balyn und Balan (ein langer Abschnitt, den Malory selbst als "Booke" bezeichnete) sowie einige andere Episoden, wie z. B. König Pellinores Jagd auf die suchende Bestie und den Verrat von Artus’ Zauberin, der Halbschwester Königin Morgan le Fay, in der Handlung um ihren Geliebten Accolon. Darüber hinaus wird von der Zeugung von Arthurs inzestuösem Sohn Mordred durch eine seiner anderen königlichen Halbschwestern, Morgause, berichtet (obwohl Arthur sie nicht als seine Schwester kannte). Auf Merlins Rat hin nimmt Arthur dann alle neugeborenen Jungen in seinem Königreich mit und alle außer Mordred (der wie durch ein Wunder überlebt und schließlich tatsächlich seinen Vater töten wird) kommen auf See um; Dies wird nüchtern und ohne erkennbaren moralischen Unterton erwähnt.
Malory thematisiert seine zeitgenössische Beschäftigung mit Legitimität und gesellschaftlichen Unruhen, die sich durch den Rest von Le Morte d'Arthur ziehen wird. Laut Helen Cooper in Sir Thomas Malory: Le Morte D'arthur – The Winchester Manuscript verleiht der Prosastil, der historische Dokumente der Zeit nachahmt, dem gesamten Werk einen Hauch von Autorität. Dies ermöglichte es den Zeitgenossen, das Buch als Geschichte und nicht als Fiktion zu lesen, was es zu einem Ordnungsmodell für Malorys gewalttätige und chaotische Zeiten während der Rosenkriege machte. Malorys Sorge um die Legitimität spiegelt das England des 15. Jahrhunderts wider, in dem viele ihre Rechte auf Macht durch Gewalt und Blutvergießen einforderten.

### Buch II
Zu Beginn des zweiten Bandes finden sich Artus und sein Königreich ohne Feind vor. Sein Thron ist sicher, und seine Ritter, darunter Griflet und Tor, sowie Arthurs eigene Neffen Gawain und Ywain (Söhne von Morgause bzw. Morgan) haben sich in verschiedenen Schlachten und fantastischen Quests bewährt, wie im ersten Band erzählt wird. Auf der Suche nach mehr Ruhm ziehen Arthur und seine Ritter in den Krieg gegen den (fiktiven) Kaiser Lucius, der gerade Britannien aufgefordert hat, wieder Tribut zu zahlen. Abweichend von Geoffrey von Monmouths literarischer Tradition, in der Mordred das Sagen hat (wie es dort gegen Ende der Geschichte geschieht), verlässt Malorys Arthur seinen Hof in den Händen von Konstantin von Cornwall und segelt in die Normandie, um seinen Cousin Hoel zu treffen. Danach beschreibt die Geschichte Artus’ Marsch auf Rom durch Almaine (Deutschland) und Italien. Nach einer Reihe von Schlachten, die zum großen Sieg über Lucius und seine Verbündeten und zur Kapitulation des römischen Senats führen, wird Arthur zum westlichen Kaiser gekrönt, arrangiert aber stattdessen eine Stellvertreterregierung und kehrt nach Großbritannien zurück.
Dieses Buch basiert hauptsächlich auf der ersten Hälfte des mittelenglischen Heldengedichts Alliterative Morte Arthure (das wiederum stark auf Geoffreys Pseudo-Chronik Historia Regum Britanniae basiert). Caxtons Druckversion ist im Vergleich zu Malorys Manuskript um mehr als die Hälfte gekürzt. Vinaver vermutete, dass Malory diesen Teil ursprünglich als eigenständiges Werk schrieb, ohne Kenntnis französischer Romane zu haben. Tatsächlich gibt es einen Zeitraffer, der Artus’ Krieg mit König Claudas in Frankreich einschließt.

### Buch III
In einer Zeit vor Buch II etabliert Malory Lancelot, einen jungen französischen Waisenprinzen, durch zahlreiche episodische Abenteuer, von denen er einige in komödiantischer Manier präsentierte, als König Artus’ am meisten verehrten Ritter. Lancelot hält sich immer an den Pfingsteid, indem er Frauen in Not beisteht und Gnade für ehrenhafte Feinde leistet, die er im Kampf besiegt hat. Die Welt, in der Lancelot lebt, ist jedoch zu kompliziert für einfache Mandate, und obwohl Lancelot danach strebt, nach einem ethischen Kodex zu leben, machen die Handlungen anderer dies schwierig. Andere Probleme werden deutlich, wenn Morgan Lancelot verzaubert, was eine Feminisierung der Magie widerspiegelt, und wie die Bedeutung von Turnierkämpfen in dieser Geschichte auf eine Verschiebung weg vom Schlachtfeldkrieg hin zu einer stärker vermittelten und tugendhafteren Form der Gewalt hinweist.
Lancelots Figur war zuvor im chronologisch späteren Buch II aufgetaucht, als er für Artus gegen die Römer kämpfte. In Buch III, das auf Teilen der französischen Prosa Lancelot basiert (hauptsächlich der "Agravain"-Abschnitt, zusammen mit der gefährlichen Episode aus Perlesvaus) versucht Malory, den Fokus der höfischen Liebe zu lenken vom Ehebruch zum Dienst, indem Lancelot alles, was er tut, für Königin Guinevere, die Frau seines Herrn und Freundes Artus, tut, aber (vorerst) vermeidet, sich auf eine ehebrecherische Beziehung mit ihr einzulassen. Nichtsdestotrotz ist es immer noch ihre Liebe, die die ultimative Quelle für Lancelots überragende ritterliche Qualitäten ist, etwas, mit dem sich Malory selbst nicht ganz wohl zu fühlen schien, da es mit seinem persönlichen Ideal des Rittertums in Konflikt geraten zu sein scheint. Obwohl es sich um einen Katalysator für den Fall von Camelot handelte, wie es in der Tradition des französischen romantischen Prosazyklus der Fall war, impliziert die moralische Behandlung des Ehebruchs zwischen Lancelot und Guinevere in Le Morte, dass ihre Beziehung wahr und rein ist, da Malory sich auf die veredelnden Aspekte der höfischen Liebe konzentrierte.

### Buch IV
Weitere Informationen: Gareth
Der vierte Band beschäftigt sich vor allem mit den Abenteuern des jungen Gareth ("Beaumains") auf seiner langen Suche nach den Geschwisterdamen Lynette und Lioness. Gareth, der jüngste von Arthurs Neffen von Morgause und König Lot, verbirgt seine Identität als namenloser Knappe in Camelot, um auf die ehrlichste und ehrenhafteste Weise zum Ritter geschlagen zu werden. Obwohl diese spezielle Geschichte im Gegensatz zu den meisten Inhalten früherer Bände nicht direkt auf einem existierenden Text basiert, ähnelt sie verschiedenen Artusromanen vom Typ "Fair Unknown".

### Buch V
Eine Sammlung der Märchen über Tristan von Lyonesse sowie eine Vielzahl anderer Ritter wie Dinadan, Lamorak, Palamedes, Alexander der Waise (Tristans junger Verwandter, der von Morgan entführt wurde) und "La Côte de Male Tayle". Nach der Erzählung von Tristans Geburt und Kindheit liegt das Hauptaugenmerk auf der zum Scheitern verurteilten ehebrecherischen Beziehung zwischen Tristan und Belle Isolde, der Frau seines schurkischen Onkels König Markus. Es enthält auch die retrospektive Geschichte, wie Galahad von Lancelot mit Prinzessin Elaine von Corbenic gezeugt wurde, gefolgt von Lancelots Jahren des Wahnsinns.
Basierend auf der umfangreichen französischen Prosa Tristan oder ihrer verschollenen englischen Adaption (und möglicherweise auch der mittelenglischen Versromanze Sir Tristrem) ist Malorys Behandlung der Legende des jungen kornischen Prinzen Tristan das Kernstück von Le Morte d'Arthur sowie das längste seiner acht Bücher. Die Vielfalt der Episoden und der angebliche Mangel an Kohärenz in der Tristan-Erzählung werfen Fragen über ihre Rolle in Malorys Text auf. Das Buch lässt jedoch den Rest des Textes erahnen und bezieht Charaktere und Geschichten mit ihnen ein, die in anderen Teilen des Werks besprochen werden. Es kann als eine Erkundung des weltlichen Rittertums und als eine Diskussion über Ehre oder "Anbetung" gesehen werden, wenn sie auf einem Gefühl von Scham und Stolz beruht. Wenn Le Morte als ein Text betrachtet wird, in dem Malory versucht, das Konzept des Rittertums zu definieren, dann wird die Geschichte von Tristan zu seiner Kritik, anstatt dass Malory versucht, einen idealen Ritter zu schaffen, wie er es in einigen der anderen Bücher tut.

### Buch VI
Malorys Hauptquelle für diesen langen Teil war die Vulgata Queste del Saint Graal, die die Abenteuer vieler Ritter der Tafelrunde auf ihrer spirituellen Suche nach dem Heiligen Gral aufzeichnete. Gawain ist der erste, der sich auf die Suche nach dem Gral begibt; andere Ritter wie Lancelot unterziehen sich ebenfalls der Quest, die schließlich von Galahad und seinen letzten Gefährten Percival und Bors dem Jüngeren durchgeführt wird. Ihre Heldentaten vermischen sich mit Begegnungen mit Jungfrauen und Einsiedlern, die unterwegs Ratschläge geben und Träume deuten.
Nach der Verwirrung des säkularen Moralkodex, den er im vorigen Buch manifestierte, versucht Malory eine neue Art des Rittertums zu konstruieren, indem er den Schwerpunkt auf die Religion legt. Das Christentum und die Kirche bieten einen Ort, an dem der Pfingsteid aufrechterhalten werden kann, während der strenge Moralkodex, der von der Religion auferlegt wird, ein fast sicheres Scheitern der Ritter vorausahnt. Zum Beispiel weigert sich Gawain, für seine Sünden Buße zu tun, und behauptet, die Drangsal, die mit dem Rittertum einhergeht, sei eine Art weltliche Buße. Ebenso ist der fehlerhafte Lancelot trotz all seiner Aufrichtigkeit nicht in der Lage, seiner ehebrecherischen Liebe zu Guinevere vollständig zu entkommen, und ist daher dazu verdammt, dort zu scheitern, wo Galahad Erfolg haben wird. Dies fällt zusammen mit der Personifikation der Vollkommenheit in Gestalt von Galahad, einer Jungfrau, die die Macht Gottes ausübt. Galahads Leben, das auf einzigartige Weise völlig ohne Sünde auskommt, macht ihn zum Vorbild eines heiligen Ritters, dem man nicht durch weltliche Ritterlichkeit nacheifern kann.

### Buch VII
Die Fortsetzung der Geschichte von Lancelots Romanze mit Guinevere. Lancelot absolviert eine Reihe von Prüfungen, um zu beweisen, dass er der Liebe der Königin würdig ist, und gipfelt in der Rettung der Königin vor der Entführung durch den abtrünnigen Ritter Maleagant (dies ist auch das erste Mal, dass das Werk den sexuellen Ehebruch des Paares ausdrücklich erwähnt). Beim Schreiben kombinierte Malory das etablierte Material aus der Prosa Lancelot aus dem Vulgata-Zyklus (einschließlich der Geschichte der schönen Jungfrau von Ascolat und einer gekürzten Nacherzählung von Lancelot, dem Ritter des Wagens) mit seinen eigenen Kreationen (den Episoden "Das große Turnier" und "Die Heilung des Sir Urry").

### Buch VIII
Mordred und seinem Halbbruder Agravain gelingt es, Guineveres Ehebruch aufzudecken, und Arthur verurteilt sie zur Verbrennung. Lancelots Rettungstrupp überfällt die Hinrichtung und tötet mehrere loyale Ritter der Tafelrunde, darunter Gawains Brüder Gareth und Gaheris. Gawain, der auf Rache sinnt, verwickelt Arthur in einen langen und erbitterten Krieg mit Lancelot. Nachdem sie sich auf die Jagd nach Frankreich gemacht haben, wo Gawain in einem Duell mit Lancelot tödlich verletzt wird (und sich später auf dem Sterbebett schließlich mit ihm versöhnt), erobert Mordred den Thron und übernimmt die Kontrolle über Artus’ Königreich. In der blutigen Endschlacht zwischen Mordreds Anhängern und Arthurs verbliebenen Getreuen in England tötet Arthur Mordred, wird aber selbst schwer verwundet. Als Arthur im Sterben liegt, vertreibt der einzige Überlebende Bedivere Excalibur und Morgan und Nimue kommen zusammen, um Arthur nach Avalon zu bringen. Nach dem Tod von König Artus, der von Konstantin abgelöst wird, liefert Malory eine Auflösung über den späteren Tod von Bedivere, Guinevere, Lancelot und seinen Verwandten.

## Textgeschichte
Malorys eigene Handschrift ist nicht überliefert; bekannt sind heute zwei nicht deckungsgleiche Texte: Die von Verleger und Drucker William Caxton betreute und deutlich überarbeitete erste gedruckte Ausgabe – überliefert nur noch in einem einzigen Exemplar, und die 1934 wiederentdeckte Winchester-Handschrift, die Eugène Vinaver 1947 erstmals in einer kritischen Ausgabe unter dem Titel The Works of Sir Thomas Malory vorlegte. Vinavers Titelsetzung verweist auf eine wesentliche Differenz beider Quellen: Caxtons Ausgabe ist von Versuchen bestimmt, Überblick über den Text zu geben, ihn in 21 Bücher zu gliedern und diese in insgesamt 507 Einzel-Kapitel zu untergliedern und über den Handlungsverlauf in einem fast 30-seitigen ausführlichen Inhaltsverzeichnis Kapitel für Kapitel Überblick zu geben.
Beide Textfassungen liegen an einem anderen Punkt nahe beieinander: Im Winchester-Manuskript ließen sich Spuren der von Caxton genutzten Druckerschwärze nachweisen, ein Indiz dafür, dass Caxton die Ausgabe für einen Abgleich im Betrieb hatte. Genutzt hat er die Ausgabe, soweit ersichtlich nicht – Text-Indizien lassen den Schluss zu, dass eine verlorene Handschrift die Vorlage Caxtons wurde.

## Ausgaben

### Auf der Winchester-Handschrift basierende Ausgaben
- Faksimile:
  - Malory, Sir Thomas. The Winchester Malory: A Facsimile, eingeleitet von N. R. Ker (London, 1976). ISBN 0-19-722404-0.
- In originaler Rechtschreibung:
  - Malory, Sir Thomas. Le Morte Darthur. (A Norton Critical Edition), hrsg. von Stephen H. A. Shepherd (2004). New York: W. W. Norton. ISBN 0-393-97464-2. (Webseite mit Textkorrekturen und weiterem Kommentar dazu: Stephen H. A. Shepherd: Le Morte Darthur: On-line companion.)
  - _________. The Works of Sir Thomas Malory, hrsg. von Eugène Vinaver, 3. Aufl. hrsg. von P. J. C. Field (1990). 3 Bde. Oxford: Oxford University Press. ISBN 0-19-812344-2, ISBN 0-19-812345-0, ISBN 0-19-812346-9.
  - _________. Malory: Complete Works, hrsg. von Eugène Vinaver (1977). Oxford: Oxford University Press. ISBN 0-19-281217-3. (Eine revidierte Fassung von Malory: Works 1971).
  - _________. Malory: Works, hrsg. von Eugène Vinaver (1971). 2. Aufl. Oxford: Oxford University Press. ISBN 0-19-254163-3.
  - _________. The Works of Sir Thomas Malory, hrsp von Eugène Vinaver (1967). 2. Aufl. 3 Bde. Oxford: Clarendon Press. ISBN 0-19-811838-4.
  - _________. Malory: Works, hrsg. von Eugène Vinaver (1954). Oxford: Oxford University Press. ISBN 0-19-254163-3. (Malorys Text nach Vinavers The Works of Sir Thomas Malory (1947) in einem einzelnen Band, im Textapparat gekürzt.)
  - _________. The Works of Sir Thomas Malory, hrsg. von Eugène Vinaver (1947). 3 vol. Oxford: Clarendon Press.
- In modernisierter Rechtschreibung:
  - Malory, Sir Thomas. Le Morte Darthur: The Winchester Manuscript, hrsg. von Helen Cooper (1998). Oxford: Oxford University Press. ISBN 0-19-282420-1. (ein sprachlich überarbeiteter Text.)
- Paraphrase in modernem English:
  - Malory, Sir Thomas. Malory’s Le Morte D’Arthur: King Arthur and the Legends of the Round Table. übers. und bearbeitet von Keith Baines (1983). New York: Bramhall House. ISBN 0-517-02060-2. Neuausgabe: Signet (2001). ISBN 0-451-52816-6.
  - _________. Le Morte D’Arthur. (London Medieval & Renaissance Ser.) übers. von Robert M. Lumiansky (1982). New York: Charles Scribner’s Sons. ISBN 0-684-17673-4.
  - Steinbeck, John, and Thomas Malory. The Acts of King Arthur and His Noble Knights: From the Winchester Manuscripts of Thomas Malory and Other Sources. (1976) New York: Noonday Press. Neuauflage 1993. ISBN 0-374-52378-9.

### Auf dem Caxton-Druck basierende Ausgaben
- Faksimile:
  - Malory, Sir Thomas. Le Morte d’Arthur, printed by William Caxton, 1485, hrsg. von Paul Needham (1976). London.[2]
- In ursprünglicher Rechtschreibung:
  - Malory, Sir Thomas. Caxton’s Malory, hrsg. von James. W. Spisak (1983). 2 Bde. Berkeley and Los Angeles: University of California Press. ISBN 0-520-03825-8.
  - _________. Le Morte Darthur by Syr Thomas Malory, hrsg. von H. Oskar Sommer (*1861) (1889–91). 3 Bde. London: David Nutt.
    - Le Morte Darthur by Syr Thomas Malory. The original Edition of William Caxton now reprinted and edited with an Introduction and Glossary by H. Oskar Sommer. With an Essay on Malory’s Prose Style by Andrew Lang. Vol. I.–Text, 1889 (Google Books US, Internet Archive)
    - Le Morte Darthur by Syr Thomas Malory. The original Edition of William Caxton now reprinted and edited by H. Oskar Sommer. Vol. II.–Introduction, 1890 (Google Books US)
    - Le Morte Darthur by Syr Thomas Malory. The original Edition of William Caxton now reprinted and edited by H. Oskar Sommer. Vol. III. Studies on the Sources. With an ontroductory Essay by Andrew Lang. 1891 (Google Books US, Internet Archive)
    - Die Textfassung ist ohne Sommers Anmerkungen als html-Ausgabe verfügbar: University of Michigan: Corpus of Middle English Prose and Verse: Le Morte Darthur.

  - Caxtons Text bei Marteau, eine neu mit dem Original verglichene html-Ausgabe mit Worterklärungen
- In modernisierter Rechtschreibung:
  - Malory, Sir Thomas. Le Morte d’Arthur. Ed. Matthews, John (2000) illustriert von Anna-Marie Ferguson, London: Cassell. ISBN 0-304-35367-1. (Die Einleitung von John Matthews würdigt den Winchester-Text notiert jedoch dann, dass die Ausgabe auf Pollards Fassung des Caxton-Text basiere und in acht einzelnen Passagen nach der Winchester Handschrift erweitert sei.)
  - _________. Le Morte Darthur, eingeleitet von Helen Moore (1996). Herefordshire: Wordsworth Editions Ltd. ISBN 1-85326-463-6. (Basiert, soweit ersichtlich, auf Pollards der Caxton-Ausgabe Text.)
  - _________. Le morte d’Arthur, eingeleitet von Elizabeth J. Bryan (1994). New York: Modern Library. ISBN 0-679-60099-X. (Pollards Textfassung)
  - _________. Le Morte d’Arthur, hrsg. von Janet Cowen (1970), eingeleitet von John Lawlor, 2 Bde. London: Penguin. ISBN 0-679-60099-X, ISBN 0-14-043044-X.
  - _________. Le Morte d’Arthur. Ed. Rhys, John (1906). (Everyman’s Library 45 & 46.) London: Dent; London: J. M. Dent; New York: E. P. Dutton. Neu herausgegeben als Paperback 1976: ISBN 0-460-01045-X, ISBN 0-460-01046-8. (Im Text eine Neuausgabe der alten bei Dent 1897 erschienenen Ausgabe.)
  - _________. Le Morte Darthur: Sir Thomas Malory’s Book of King Arthur and of his Noble Knights of the Round Table, hrsg. von A. W. Pollard (1903). 2 Bde. New York: Macmillan (Nach der 1868 bei Macmillan erschienenen Ausgabe revidiert).
Im Internet verfügbar unter:
    - Project Gutenberg: Le Morte Darthur: Volume 1 (books 1-9) und Le Morte Darthur: Volume 2 (books 10-21). (Plain text.)
    - Electronic Text Center, University of Virginia Library: Le Morte Darthur: Volume 1 (books 1-9) and Le Morte Darthur: Volume 2 (books 10-21) (HTML.)
    - Celtic Twilight: Legends of Camelot: Le Morte d’Arthur (HTML-Ausgabe mit den Illustrationen von Aubrey Beardsley nach der Dent Ausgabe von 1893–94.)

  - _________. Le Morte Darthur, hrsg. von F. J. Simmon (1893–94), illustriert von Aubrey Beardsley, 2 Bde. London: Dent.
- Limerick Versfassung: Le Morte d’Arthur, an Epic Limerick, 2006, von Jacob Wenzel, ISBN 978-1-4116-8987-9

### Ausgaben in deutschsprachiger Übersetzung
- Sir Thomas Malory: Die Geschichten von König Artus und den Rittern seiner Tafelrunde. Übertragen von Helmut Findeisen auf der Grundlage der Lachmannschen Übersetzung. Insel, Frankfurt am Main 1974 (Taschenbuchausgabe: Insel-Taschenbuch 3209. Insel, Frankfurt am Main 2006, ISBN 3-458-34909-X).
- Sir Thomas Malory: König Arthur und die Ritter der Tafelrunde. Übersetzt von Hedwig Lachmann (1913). Anaconda, Köln 2009, ISBN 978-3-86647-370-6.